# Mateo Bertoša
Mateo Bertoša (Cittanova, 10 agosto 1988) è un calciatore croato, difensore del Buje.

## Carriera

### Club

#### Inizi
Nato a Cittanova (Novigrad), in Istria, nell'allora Jugoslavia, attuale Croazia, inizia a giocare nel Rijeka, con cui debutta a 18 anni il 19 maggio 2007 in Rijeka-Kamen Ingrad 2-0, ultima di campionato, nella quale gioca titolare, con la squadra di Fiume che arriva 7º. La stagione successiva non ottiene presenze, arrivando 4º, mentre nel 2008-2009 gioca allo Jadran Parenzo.

#### Ergotelis
Nell'estate 2009 si trasferisce in Grecia, all'Ergotelīs. Debutta il 28 ottobre nel 4º turno di Coppa di Grecia, giocando dal 1' nella sconfitta sul campo del Pierikos per 4-3 ai rigori. La prima in campionato la disputa invece il 6 gennaio 2010, nel sedicesimo turno, giocando titolare nella sconfitta per 4-1 in trasferta contro il Panathīnaïkos. Chiude dopo una stagione e mezza, ottenendo 3 presenze e arrivando 11º in campionato.

#### Siroki Brijeg
Ad inizio 2011 va a giocare in Bosnia ed Erzegovina, allo Široki Brijeg. Debutta il 27 febbraio, giocando dal 1' nella sconfitta interna per 2-1 contro il Borac Banja Luka alla sedicesima di campionato. Con i bosniaci esordisce nelle coppe europee, partendo titolare nello 0-0 casalingo contro gli sloveni dell'Olimpia Lubiana del 30 giugno 2011, andata del 1º turno di qualificazione di Europa League. Chiude dopo due stagioni e mezza con 60 presenze. Arriva rispettivamente 4º, 2º e 6º in campionato, vincendo la coppa nazionale nel 2013.

#### Ritorno al Rijeka
A luglio 2013 ritorna al Rijeka, dove aveva iniziato la carriera. Esordisce il 25 luglio, nel ritorno del 2º turno di qualificazione di Europa League, sul campo dei Gallesi del Prestatyn Town, giocando tutti i 90 minuti della gara vinta per 3-0. La prima in campionato la disputa invece il 25 agosto, settimo turno della massima serie croata, partendo titolare nella vittoria per 2-0 in trasferta contro l'Hrvatski Dragovoljac. Segna l'unico gol con i fiumani il 29 ottobre 2014, negli ottavi di finale di Coppa di Croazia, realizzando l'1-0 al 6' nel successo per 3-0 sul campo del GOŠK Dubrovnik. Con il Rijeka gioca tre stagioni, ottenendo 49 presenze e 1 rete, vincendo la Coppa e Supercoppa di Croazia nel 2014, entrambe battendo la Dinamo Zagabria, partecipando due volte, nelle prime due stagioni, alla fase a gironi di Europa League, e arrivando tre volte 2º in campionato.

#### Istria 1961
Nell'estate 2016 passa ad un'altra squadra istriana, l'Istria 1961, squadra di Pola, con cui debutta il 10 settembre, all'ottava giornata di 1. HNL, giocando titolare nel successo per 3-0 sul campo dell'RNK Spalato. La settimana successiva realizza l'unica rete della sua esperienza in gialloverde, segnando l'1-0 al 17' nella vittoria interna per 4-1 sull'Inter Zaprešić. Nella prima stagione gioca 11 volte segnando un gol e arrivando 6º in campionato, nella seconda disputa invece 16 gare, non terminandola a causa della rescissione del contratto.

#### Pro Vercelli
Dopo essere rimasto svincolato, il 20 gennaio 2018 firma con la Pro Vercelli, in Serie B in Italia.

## Statistiche

### Presenze nei club
Statistiche aggiornate al 20 gennaio 2018.
| Stagione             | Squadra              | Campionato           | Campionato | Campionato | Coppe nazionali | Coppe nazionali | Coppe nazionali | Coppe continentali | Coppe continentali | Coppe continentali | Altre coppe | Altre coppe | Altre coppe | Totale | Totale | Totale |
| Stagione             | Squadra              | Comp                 | Pres       | Reti       | Comp            | Pres            | Reti            | Comp               | Pres               | Reti               | Comp        | Pres        | Reti        | Pres   | Reti   |        |
| -------------------- | -------------------- | -------------------- | ---------- | ---------- | --------------- | --------------- | --------------- | ------------------ | ------------------ | ------------------ | ----------- | ----------- | ----------- | ------ | ------ | ------ |
| 2006-2007            | Rijeka               | 1. HNL               | 1          | 0          | HNK             | 6               | 0               | CU                 | 0                  | 0                  | SC          | 0           | 0           | 1      | 0      |        |
| 2007-2008            | Rijeka               | 1. HNL               | 0          | 0          | HNK             | 0               | 0               | -                  | -                  | -                  | -           | -           | -           | 0      | 0      |        |
| 2009-2010            | Ergotelīs            | SLE                  | 2          | 0          | KE              | 1               | 0               | -                  | -                  | -                  | -           | -           | -           | 3      | 0      |        |
| 2010-gen. 2011       | Ergotelīs            | SLE                  | 0          | 0          | KE              | 0               | 0               | -                  | -                  | -                  | -           | -           | -           | 0      | 0      |        |
| Totale Ergotelis     | Totale Ergotelis     | Totale Ergotelis     | 2          | 0          | -               | 1               | 0               | -                  | -                  | -                  | -           | -           | -           | 3      | 0      |        |
| gen.-giu. 2011       | Široki Brijeg        | PL                   | 7          | 0          | KBIH            | 2               | 0               | UEL                | -                  | -                  | -           | -           | -           | 9      | 0      |        |
| 2011-2012            | Široki Brijeg        | PL                   | 25         | 0          | KBIH            | 4               | 0               | UEL                | 2                  | 0                  | -           | -           | -           | 31     | 0      |        |
| 2012-2013            | Široki Brijeg        | PL                   | 15         | 0          | KBIH            | 3               | 0               | UEL                | 2                  | 0                  | -           | -           | -           | 20     | 0      |        |
| Totale Široki Brijeg | Totale Široki Brijeg | Totale Široki Brijeg | 47         | 0          | -               | 9               | 0               | -                  | 4                  | 0                  | -           | -           | -           | 60     | 0      |        |
| 2013-2014            | Rijeka               | 1. HNL               | 19         | 0          | HNK             | 6               | 0               | UEL                | 7                  | 0                  | -           | -           | -           | 32     | 0      |        |
| 2014-2015            | Rijeka               | 1. HNL               | 9          | 0          | HNK             | 1               | 1               | UEL                | 1                  | 0                  | SC          | 0           | 0           | 11     | 1      |        |
| 2015-2016            | Rijeka               | 1. HNL               | 5          | 0          | HNK             | 1               | 0               | UEL                | 0                  | 0                  | -           | -           | -           | 6      | 0      |        |
| Totale Rijeka        | Totale Rijeka        | Totale Rijeka        | 34         | 0          | -               | 8               | 1               | -                  | 8                  | 0                  | -           | 0           | 0           | 50     | 1      |        |
| 2016-2017            | Istria 1961          | 1. HNL               | 10         | 1          | HNK             | 1               | 0               | -                  | -                  | -                  | -           | -           | -           | 11     | 1      |        |
| 2017-gen. 2018       | Istria 1961          | 1. HNL               | 15         | 0          | HNK             | 1               | 0               | -                  | -                  | -                  | -           | -           | -           | 16     | 0      |        |
| Totale Istria 1961   | Totale Istria 1961   | Totale Istria 1961   | 25         | 1          | -               | 2               | 0               | -                  | -                  | -                  | -           | -           | -           | 27     | 1      |        |
| gen.-giu. 2018       | Pro Vercelli         | B                    | 0          | 0          | CI              | -               | -               | -                  | -                  | -                  | -           | -           | -           | 0      | 0      |        |
| Totale carriera      | Totale carriera      | Totale carriera      | 108        | 1          | -               | 20              | 1               | -                  | 12                 | 0                  | -           | 0           | 0           | 140    | 2      |        |

## Palmarès

### Club
- Kup Bosne i Hercegovine: 1

Široki Brijeg: 2012-2013
- Hrvatski nogometni kup: 1

Rijeka: 2013-2014
- Supercoppa di Croazia: 1

Rijeka: 2014